# Shili, Sichuan
Shili (kinesiska: 石梨乡, 石梨) är en socken i Kina. Den ligger i provinsen Sichuan, i den sydvästra delen av landet, omkring 440 kilometer söder om provinshuvudstaden Chengdu. Antalet invånare är 6 820. Befolkningen består av 3 197 kvinnor och 3 623 män. Barn under 15 år utgör 21,0 %, vuxna 15-64 år 66 %, och äldre över 65 år 11,0 %.
Genomsnittlig årsnederbörd är 1 047 millimeter. Den regnigaste månaden är juli, med i genomsnitt 266 mm nederbörd, och den torraste är januari, med 4 mm nederbörd.